# Anthony Kosten
Anthony Cornelius Kosten (ur. 24 lipca 1958 w Londynie) – angielski szachista i autor książek o tematyce szachowej, reprezentant 
Francji od 2002, arcymistrz od 1990 roku.

## Kariera szachowa
Pierwsze znaczące sukcesy zaczął odnosić na początku lat 80. XX wieku. W roku 1982 podzielił III miejsce w mistrzostwach Wielkiej Brytanii, rozegranych w Torquay. W kolejnych latach wielokrotnie startował w międzynarodowych turniejach, zwyciężając bądź dzieląc I miejsca w Budapeszcie (1984), Genewie (1986), Cappelle-la-Grande (1987), Hastings (1987, 1989), San Benedetto (1991), Mandelieu (1992), Asti (1993), Chanac (1994, 1995), Saint-Affrique (1994, 2005), Naujac-sur-Mer (2000, 2004), Etang Sale (2000), Montpellier (2003), Clermont-Ferrand (2003, 2004, 2005), Villeurbanne (2003), Castelldefels (2004), Mundolsheim (2005), Cap d'Agde (2006), Avoine (2008) oraz w Crowthorne (2010).
W 1989 r. wystąpił na rozegranych w Hajfie drużynowych mistrzostwach Europy, zdobywając brązowy medal za indywidualny wynik na VII szachownicy. Jest autorem kilku książek o tematyce szachowej (przede wszystkim poświęconych debiutom) oraz wydanej przez ChessBase multimedialnej prezentacji wariantu klasycznego w obronie sycylijskiej (1.e4 c5 2.Sf3 d6 3.d4 c:d4 4.S:d4 Sf6 5.Sc3 Sc6).
Najwyższy ranking w karierze osiągnął 1 lipca 2002 r., z wynikiem 2551 punktów 10. miejsce wśród francuskich szachistów.

## Publikacje
- Winning Endgames, Crowood, 1987, ISBN 978-0-946284-69-6
- French Advance, Everyman Chess, 1998, ISBN 978-1-901259-10-0
- The Dynamic English, Gambit Publications, 1999, ISBN 978-1-901983-14-2
- The Latvian Gambit lives!, Batsford, 2003, ISBN 978-0-7134-8629-2
- Mastering the Nimzo-Indian with the Read and Play Method, Batsford, 2003, ISBN 978-0-7134-8383-3
- Winning with the Philidor, Batsford, 2003, ISBN 978-0-7134-6945-5
- 101 Tips to Improve your Chess, Batsford, 2003, ISBN 978-0-7134-7899-0